# Sarbel
Sarbel-Michail Maronitis (Grieks: Σαρμπέλ-Μιχαήλ Μαρωνίτης) (Londen, 14 mei 1981), beter bekend als Sarbel, is een Griekse zanger. Hij is zowel in Cyprus als in Griekenland bekend door zijn debuutsingle, Se pira sovara.

## Biografie
Sarbel Michail is geboren in Londen, Engeland. Zijn vader, Elias Michail, is van Grieks-Cypriotische afkomst en zijn moeder van Libanese afkomst. Toen hij zestien was trad hij op bij The English National Opera en The Royal Opera House Covent Garden. Toen hij achttien was verhuisde hij naar Kreta. Toen hij 21 was kreeg hij een platencontract van Sony BMG Griekenland. In juli 2006 kwam zijn tweede album, "Sahara", uit. Op 28 februari 2007 won hij de Griekse finale van het nationale songfestival en daarom mocht hij Griekenland vertegenwoordigen op het Eurovisiesongfestival 2007, met het nummer Yassou Maria (Γειά σου Μαρία) = Hallo Maria). Op 12 maart 2007 werd het album Sahara opnieuw als Sahara:Euro Edition uitgebracht.
Sarbel eindigde in de finale op de zevende plaats met 139 punten. Bulgarije en Cyprus gaven het lied de volle twaalf punten. België gaf acht punten en Nederland vijf.

## Discografie

### Albums
- 2007 Sahara:Euro Edition
- 2006 Sahara
- 2005 Parakseno Sinesthima (Second Edition)
- 2004 Parakseno Sinesthima

### Singles
- 2007 Yassou Maria
- 2004 Se Pira Sovara

1974: Marinella · 
1976: Mariza Koch · 
1977: Pascalis, Marianna, Robert & Bessy · 
1978: Tania Tsanaklidou · 
1979: Elpida · 
1980: Anna Vissi & Epikouri · 
1981: Yiannis Dimitras · 
1983: Kristi Stassinopoulou · 
1985: Takis Biniaris · 
1987: Bang · 
1988: Afroditi Frida · 
1989: Mariana Efstratiou · 
1990: Christos Callow & Wave · 
1991: Sophia Vossou · 
1992: Cleopatra · 
1993: Katerina Garbi · 
1994: Kostas Bigalis & The Sea Lovers · 
1995: Elina Konstantopoulou · 
1996: Mariana Efstratiou · 
1997: Marianna Zorba · 
1998: Thalassa · 
2001: Antique · 
2002: Michalis Rakintzis · 
2003: Mando · 
2004: Sakis Rouvas · 
2005: Elena Paparizou · 
2006: Anna Vissi · 
2007: Sarbel · 
2008: Kalomira · 
2009: Sakis Rouvas · 
2010: Giorgos Alkaios & Friends · 
2011: Loukas Giorkas feat. Stereo Mike · 
2012: Eleftheria Eleftheriou · 
2013: Koza Mostra feat. Agathonas Iakovidis · 
2014: Freaky Fortune feat. RiskyKidd · 
2015: Maria Elena Kiriakou · 
2016: Argo · 
2017: Demy · 
2018: Gianna Terzi · 
2019: Katerine Duska · 
2021: Stefania · 
2022: Amanda Tenfjord · 
2023: Victor Vernicos · 
2024: Marina Satti · 
2025: Klavdia
- Gemeinsame Normdatei: 135497744
- International Standard Name Identifier: 0000 0000 5624 2093
- MusicBrainz: 1bc0cf0c-b659-4a6f-9859-71eace18dec0
- Virtual International Authority File: 80224003